# Noroc (formație)
Noroc este o formație de muzică pop-rock și folk din Republica Moldova. Ea a fost înființată în anul 1966 la Chișinău de către compozitorul Mihai Dolgan.
De-a lungul anilor, componența trupei a suferit mai multe schimbări. În diferite perioade în componența ansamblului au fost asemenea artiști binecunoscuți ca: Valeriu Găină, Iurie Sadovnic, Anatol Neamțu, Gheorghe Țopa, Anatol Bivol, Ricu Vodă, Nina Gorbani, frații Cazacu, Liviu Știrbu, Valentin Goga, Ion Aldea-Teodorovici, Lidia Botezatu, Ion Suruceanu, Valeriu Gorgos și alții.

## Biografie

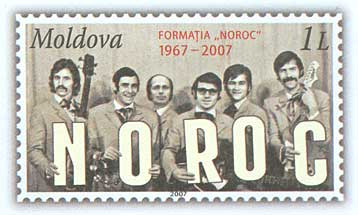
Formația Noroc pe un timbru poștal din Republica Moldova

În anul 1970 formația „Noroc” a participat la Festivalul Internațional „Lira Bratislavei”, unde a primit premiul „Simpatia publicului”, pentru piesa „De ce, de ce”. După acest eveniment trupa a plecat într-un turneu prin Ucraina și ar fi trebuit să plece într-un turneu în America de Sud, dar a fost desființată fără dreptul de a mai activa în Moldova, prin ordinul nr. 477 din 16 septembrie 1970, semnat de ministrul Leonid Culiuc. Motivele – lipsa disciplinei, absența unei orientări ideologice sănătoase și promovarea unor valori artistice de calitate slabă.
După ce formația a fost lichidată, între anii 1971–1975, membrii ei au cântat în diverse alte colective muzicale din Ucraina și Rusia. În anul 1974 organele de partid din Moldova au permis reorganizarea formației în cadrul filarmonicii, cu numele Contemporanul, denumire sub care formația a activat până în 1985. Din 1985 trupa a revenit la denumirea inițială Noroc. 
În prezent formația numără 11 membri: instrumentiștii - Nicolae Gorbatov, Gicu Mogîldea, Sergiu Puha, Vlad Adrian, Serghei Lozovan, Valeriu Pradidenco, compozitorul Liviu Știrbu și patru soliști − Lidia Botezatu, Radu Dolgan, Margaretta (fosta solistă a formației „Edict”) și Serj Kuzenkoff.

## Membrii formației
Aceștia sunt membrii formației din diferite perioade de timp ale existenței sale:
- Mihai Dolgan, compozitor, clape, voce (1966–2007)
- Radu Dolgan, voce
- Lidia Botezatu, voce

- Liviu Știrbu, compozitor
- Margaretta, voce
- Serj Kuzenkoff, voce

- Ion Aldea-Teodorovici
- Ion Suruceanu
- Iurie Sadovnic
- Gheorghe Țopa
- Anatol Bivol
- Ricu Vodă
- Valeriu Gorgos
- Anatol Neamțu
- Nina Gorbani
- Alexandru Cazacu, chitară, voce
- Valentin Goga, baterie, voce
- Vladimir Rusnac, chitară bas
- Nicolae Gorbatov
- Gicu Mogîldea
- Sergiu Puha
- Vlad Adrian
- Serghei Lozovan
- Valeriu Pradidenco
- Dimitri Cuțela

## Discografie
De-a lungul timpului formația a lansat mai multe albume, discuri de vinil și melodii.

### Albume

#### Discuri de vinil
- Noroc, 1969
- Молдавский сувенир (S10-09071-74), 1973?
- Contemporanul, 1976
- Contemporanul (C60-09707-8), 1977
- Contemporanul (C60-09707-08), 1978
- Contemporanul (С60-14795-6), 1980
- Carnaval, 1980
- Карнавал / исполн. : ВИА "Контемпоран", худож. рук. Михаил Долган, Москва : Мелодия, 1983 (С60-17967-8)
- Ansamblul Noroc, 1987
- Любимые мелодии = Melodii preferate / исполн. : Оксана и Джорджета Чорич, Юрий Садовник, София Ротару и др. ; ВИА "Контемпоран", ВИА "Легенда", ВИА "Плай" и др., Москва : Мелодия, 1988 (С60 27129 004)

#### CD-uri
- De ce plâng chitarele, 2004
- Любовное Настроение, 2004
- 13 melodii în variantă modernă, 2005
- Formația Noroc (1967-2007) - Colecția VIP magazin , 2005